# Елшино (Рязанская область)
Елшино — село в Пронском районе Рязанской области России, входит в состав Тырновского сельского поселения.

## География
Село расположено в 13 км на юг от центра поселения села Тырново и в 6 км на север от райцентра рабочего посёлка Пронск. 

## История
Елшино в качестве деревни упоминается в писцовых книгах 1628-29 годах и в платежных книгах тех же лет. До построения церкви отдельной, оно принадлежало к приходу Воскресенской церкви в городе Пронске. Первоначальное построение в селе Елшине сначала Казанской церкви относится к 1759 году. Каменная Воздвиженская церковь с приделом во имя иконы Божией Матери Казанской построена, как значится в Клировых  ведомостях, в 1818 году общим тщанием прихожан.  
В XIX — начале XX века село входило в состав Архангельской волости Пронского уезда Рязанской губернии. В 1906 году в селе было 89 дворов. 
С 1929 года село являлось центром Елшинского сельсовета Пронского района Рязанского округа Московской области, с 1937 года — в составе Рязанской области, с 1957 года — в составе Альютовского сельсовета, с 2005 года — в составе Тырновского сельского поселения.

## Население
| 1859 | 1906 | 2010 |
| ---- | ---- | ---- |
| 508  | ↘456 | ↘94  |

## Достопримечательности
В села находится недействующая Воздвиженская церковь (1818).